# Tango Gameworks
Tango Gameworks — японская студия-разработчик компьютерных игр, основанная в 2010 году. Штаб-квартира компании расположена в Сибаура, Токио, Япония. Компанию основал Синдзи Миками, создатель серии Resident Evil. 
8 мая 2024 года была подтверждена информация о закрытии студии. 12 августа 2024 года издатель Krafton возродил студию, а также купил права на франшизу Hi-Fi Rush у Microsoft Gaming.

## Закрытие
7 мая 2024 года глава по игровому контенту и студиям Microsoft Gaming Мэтт Бути разослал внутреннее письмо, где объявил о закрытии нескольких внутренних студий Bethesda, чтобы «сменить приоритеты в ресурсах и проектах». Среди этих студий была и Tango Gameworks. 14 июня 2024 года стал последним днём работы студии. В этот день сотрудники пришли забрать последние вещи, попрощались с коллегами и съели прощальную пиццу. 12 августа 2024 года компания Krafton возродила студию.

## Разработанные игры
| Год  | Название          | Платформы                                                 | Издатель           |
| ---- | ----------------- | --------------------------------------------------------- | ------------------ |
| 2014 | The Evil Within   | PlayStation 3, PlayStation 4, Windows, Xbox 360, Xbox One | Bethesda Softworks |
| 2017 | The Evil Within 2 | PlayStation 4, Windows, Xbox One                          | Bethesda Softworks |
| 2022 | Ghostwire: Tokyo  | PlayStation 5, Windows, Xbox Series X/S                   | Bethesda Softworks |
| 2022 | Hero Dice         | Android, iOS                                              | ZeniMax Asia       |
| 2023 | Hi-Fi Rush        | PlayStation 5, Windows, Xbox Series X/S                   | Bethesda Softworks |